# Тамбураши, тамбурашке праксе
Тамбураши, као и тамбурашке праксе од 2021. године признати су као део нематеријалног културног наслеђа Републике Србије. Ова пракса је део модерне традиције, али је и довољно дуго ту, да буде део културног нематеријалног наслеђа.

## Појам "тамбураштво"
Тамбураши свирају пре свега на инструменту који се зове тамбурица, али се користе и други инструменти као што су прим (бисерница), а-басприм (а-брач), е-басприм (е-брач), тамбурашко виолончело, контра (бугарија), тамбурашки бас тј. бегеш, стојеће тамбурашко виолончело (киш-бегеш).

## Тамбурашки ансамбли
Тамбураши најчешће свирају у мањим саставима тј. у бандама или ансамблима (до осам музичара) и мање обимним оркестрима (максимално до петнаест музичара). Наравно, могу бити и већи састави као што су велики оркестри од шеснаест и више музичара институционализоване формације новијег времена. у тамбурашким оркестрима срећемо и друге инструменте као што су хармоника, цимбало или виолина.

## Репертоар
Репертоар тамбураша чине пре свега вокално-инструменталне песме традиционалне и староградске музике. Такође ту спадају и песме компоноване за тамбурашке оркестре, као и песме различитих жанрова. Тамбурашке праксе су разноврсне па тако могу да наступају самостално или као велика вокално-инструментална формација. Најчешће управо сами свирачи и певају. Наравно, неретко се дешава да наступају као инструментална и потпорна вокална пратња певача. Са друге стране оркестри најчешће изводе чисто инструменталну музику, било да су то направљени посебни аранжмани или неке оркестарске композиције компоноване за тамбурицу.   

## Актуелне тамбурашке праксе
Тамбурашке праксе се најчешће везују за Војводину, али су присутне и у осталим деловима Србије (Крагујевац, Шабац, Београд). Након што је Национални комитет за нематеријално културно наслеђе Србије уврстио тамбурашку праксу у Национални регистар нематеријалног културног наслеђа Републике Србије тамбурашко стваралаштво је добило посебно на значају.
У Новом Пазару, одлуком Бошњачког националног вијећа у Србији и Црној Гори, 2005. године основан је Фестивал санџачке севдалинке (FESS). На овом фестивалу, поред еминентних певача, учествују и тамбурашки оркестри из Пљеваља, Бијелог Поља, Сјенице и Пријепоља, као и водећи босанско-херцеговачки куцачи на сазу. Постоји и такмичарски део фестивала, а награде су златни, сребрни и бронзани саз.